# Vernonia urbaniana
Vernonia urbaniana là một loài thực vật có hoa trong họ Cúc. Loài này được Ekman ex Urb. miêu tả khoa học đầu tiên năm 1929.